# لبيبة هاشم
لبيبة ماضي هاشم هي صحفية وأديبة لبنانية. وهي أول من طالب بإنشاء جمعية نسائية.

## سيرة
ولدت لبيبة سنة 1880 في كفر شيما في لبنان وذهبت إلى مصر مع عائلتها حيث استقرت في القاهرة وأصدرت مجلة فتاة الشرق بين عامي 1906 و1939.
ألقت محاضرات بالقسم النسائي بالجامعة الأهلية من عام 1911 حتى عام 1912. سافرت إلى البرازيل عام 1939 وتوفيت فيها عام 1947.

## أهم اعمالها
- الغادة الإنجليزية 1895 (عن مؤسسة الهنداوي)
- حسنات الحب، القاهرة 1898
- الفوز بعد الموت، القاهرة 1899
- جزاء الخيانة (قصص قصيرة) القاهرة 1903
- قلب الرجل، القاهرة 1904
- شيرين (رواية)
- جزاء الإحسان (قصص قصيرة)[8]

## وصلات خارجية
- لبيبة هاشم على موقع أرشيف الشارخ